# 合作典藏
合作典藏，係指圖書館學中，隨著時代的進步，資訊的快速成長，為能使各圖書館在有限的空間、財力與人力之下，作更有效的運作，一些有共同需求的圖書館，以合作方式，承租或建造圖書儲藏空間，分攤維持所需之費用，集中管理各圖書館使用率偏低但具有研究價值的資料，這便稱為合作典藏。

## 相關單位
1. 芝加哥「研究圖書館中心」：主要儲存其會員圖書館的罕用資料。
2. 新英格蘭儲存圖書館（New England Deposit Library，NEDL）：位於波士頓，由哈佛大學、麻省理工學院、波士頓大學等圖書館合資建造儲存場所，但僅將各單位所需的資料分區儲存於此建物中。
3. 北加州大學系統圖書資料儲存所：為位於加州北部的加州大學分校的合作儲存圖書場所。